# Seventeen Seconds
Seventeen Seconds (в переводе с англ. — «Семнадцать секунд») — второй студийный альбом группы The Cure, выпущенный 18 апреля 1980 года на студии Fiction Records. Это единственный альбом, в записи которого в качестве клавишника принимал участие Мэтью Хартли.
В 1981 году альбом вместе со следующей работой группы — пластинкой Faith — вошёл в сборник под названием Happily Ever After, выпущенный в США на двух виниловых дисках.

## История создания
Большинство песен Роберт Смит придумал в доме у родителей, записал их на демо-кассету, исполняя композиции на органе Хаммонда своей сестры.
В группу пришли басист Саймон Гэллап и клавишник Мэтью Хартли. Гэллап заменил Майкла Дэмпси, который покинул группу в связи с тем, что Смит хотел «рваные» басы, а Дэмпси настаивал на сложных, замысловатых басах. Синтезатор Хартли добавил новое «эфемерное» звучание, полное уныния и беспокойства. Но у Смита и Хартли были разные взгляды на то как должны звучать клавишные. Поэтому, как и Дэмпси, Хартли покинул группу спустя некоторое время после выхода Seventeen Seconds.
Вся музыка и вокал были записаны всего за две студийные сессии.
Инструментальная композиция «The Final Sound» обрывается на 53-й секунде, когда во время записи закончилась плёнка; возможность перезаписи была исключена из-за бюджетных ограничений и композиция была включена в альбом «как есть».

## Список композиций
Все тексты написаны Роберт Смит, вся музыка написана The Cure (Роберт Смит, Мэтью Хартли, Саймон Гэллап и Лол Толхерст).
| №  | Название         | Длительность |
| -- | ---------------- | ------------ |
| 1. | «A Reflection»   | 2:08         |
| 2. | «Play for Today» | 3:40         |
| 3. | «Secrets»        | 3:19         |
| 4. | «In Your House»  | 4:07         |
| 5. | «Three»          | 2:36         |

| №                   | Название            | Длительность |
| ------------------- | ------------------- | ------------ |
| 1.                  | «The Final Sound»   | 0:52         |
| 2.                  | «A Forest»          | 5:54         |
| 3.                  | «M»                 | 3:03         |
| 4.                  | «At Night»          | 5:54         |
| 5.                  | «Seventeen Seconds» | 4:00         |
| Общая длительность: | Общая длительность: | 35:33        |

### Переиздание 2005 года
Seventeen Seconds был переиздан 25 апреля 2005 года (26 апреля в США). Данное издание содержит в себе цифровую обработку оригинального альбома, а также дополнительный диск, содержащий демозаписи и концертные версии некоторых песен. Мастер-диск был случайно уничтожен в стиральной машине, поэтому основа для переиздания взята с виниловой версии альбома. На втором диске четыре дорожки заняты записями шуточной группы Cult Hero. Все песни из оригинального альбома представлены в виде демозаписей либо концертных выступлений. Новые песни отсутствуют. Существует также однодисковое издание, выпущенное 5 сентября 2005 года в Великобритании и 4 апреля 2006 года в США, включающее в себя только оригинальный альбом.
| №   | Название                             | Описание                                                                  | Длительность |
| --- | ------------------------------------ | ------------------------------------------------------------------------- | ------------ |
| 1.  | «I’m a Cult Hero»                    | заглавный трек сингла группы Cult Hero, декабрь 1979 года                 | 2:59         |
| 2.  | «I Dig You»                          | Би-сайд сингла группы Cult Hero, декабрь 1979 года                        | 3:40         |
| 3.  | «Another Journey by Train» (aka 44F) | демозапись, Group Home Instrumental Demo, минусовка, январь 1980 года     | 3:12         |
| 4.  | «Secrets»                            | демозапись, Group Home Instrumental Demo, минусовка, январь 1980 года     | 3:40         |
| 5.  | «Seventeen Seconds»                  | запись с концерта в Амстердаме, январь 1980 года                          | 3:59         |
| 6.  | «In Your House»                      | запись с концерта в Амстердаме, январь 1980 года                          | 3:32         |
| 7.  | «Three» (alternate studio mix 2/80)  | альтернативный микс, Alt Studio Mix, февраль 1980 года                    | 2:45         |
| 8.  | «I Dig You»                          | запись с концерта группы Cult Hero в Marquee Club, Лондон, март 1980 года | 3:36         |
| 9.  | «I’m a Cult Hero»                    | запись с концерта группы Cult Hero в Marquee Club, Лондон, март 1980 года | 3:21         |
| 10. | «M»                                  | запись с концерта в Арнеме, май 1980 года                                 | 2:56         |
| 11. | «The Final Sound»                    | запись с концерта во Франции, июнь 1980 года                              | 0:26         |
| 12. | «A Reflection»                       | запись с концерта во Франции, июнь 1980 года                              | 1:39         |
| 13. | «Play for Today»                     | запись с концерта во Франции, июнь 1980 года                              | 3:46         |
| 14. | «At Night»                           | запись с концерта во Франции, июнь 1980 года                              | 5:37         |
| 15. | «A Forest»                           | запись с концерта во Франции, июнь 1980 года                              | 6:28         |

## Участники записи
Список составлен по сведениям базы данных Discogs.
The Cure:
- Роберт Смит — гитара, вокал
- Мэтью Хартли[англ.] — клавишные
- Саймон Гэллап — бас-гитара
- Лоуренс Толхерст — ударные

| Технический персонал: - Майк Хеджес — продюсер, звукоинженер - Роберт Смит — продюсер - Мэтью Хартли — ассистент продюсера - Саймон Гэллап — ассистент продюсера - Лоуренс Толхерст — ассистент продюсера - Крис Пэрри — ассистент продюсера | Технический персонал: - Майк Даттон — звукорежиссёр - Найджел Грин — ассистент звукорежиссёра - Эндрю Уорвик — ассистент звукорежиссёра - Эндрю Дуглас — фотограф - Билл Смит — художественное оформление конверта |

## Оценки
Оценка прессы была неоднозначна. Seventeen Seconds был расхвален некоторыми критиками, и подвергнут полной обструкции другими. Один из рецензентов описал альбом как «унылые The Cure, находящиеся в холодной комнате и смотрящие на часы».
В 2000 году журнал Q поставил альбом Seventeen Seconds на 65-ю позицию в списке «100 лучших британских альбомов всех времён».

## Позиции в хит-парадах и уровни продаж
Еженедельные чарты:
| Год       | Чарт                                   | Высшая позиция | Пребывание |
| --------- | -------------------------------------- | -------------- | ---------- |
| 1980—1981 | Австралия (Kent Music Report)          | 39             | нет данных |
| 1980—1981 | Великобритания (UK Albums Chart)       | 20             | 10 недель  |
| 1980—1981 | Нидерланды (Album Top 100)             | 15             | 9 недель   |
| 1980—1981 | Новая Зеландия (RMNZ)                  | 9              | 59 недель  |
|           |                                        |                |            |
| 2005      | Бельгия/Валлония (Ultratop)            | 78             | 2 недели   |
| 2005      | Франция (SNEP)                         | 80             | 4 недели   |
|           |                                        |                |            |
| 2020      | Великобритания (UK Albums Chart)       | 78             | 1 неделя   |
| 2020      | Греция (IFPI)                          | 9              | 1 неделя   |
| 2020      | США (Billboard 200)                    | 186            | 1 неделя   |
| 2020      | США (Billboard Top Alternative Albums) | 21             | 1 неделя   |
| 2020      | США (Billboard Top Rock Albums)        | 36             | 1 неделя   |
| 2020      | США (Billboard Vinyl Albums)           | 7              | 1 неделя   |
| 2020      | Шотландия (Scottish Albums Chart)      | 28             | 1 неделя   |

| Год  | Чарт                               | Позиция |
| ---- | ---------------------------------- | ------- |
| 1980 | Новая Зеландия (Recorded Music NZ) | 35      |
| 1981 | Новая Зеландия (Recorded Music NZ) | 22      |

| Регион | Сертификация | Продажи  |
| --- | ------------ | -------- |
| Новая Зеландия (RMNZ) | Платиновый   | 15 000^  |
| Франция (SNEP) | Золотой      | 100 000* |
| * Данные о продажах приведены только на основе сертификации. ^ Данные о тиражах приведены только на основе сертификации. |              |          |